# عرض النوبة (السبرة)

تعديل مصدري - تعديل

عرض النوبة محلة تابعة لقرية مطاية، التابعة لعزلة مطاية بمديرية السبرة إحدى مديريات محافظة إب في الجمهورية اليمنية.، بلغ تعداد سكانها 76 حسب تعداد اليمن لعام 2004.